# Трифазний струм

Зміна миттєвого значення напруги у трифазній системі за один період

Схема з нульовим проводом (зірка)

Схема без нульового проводу (дельта, трикутник)

Трифазний генератор з навантаженням з нульовим дротом

Трифа́зний струм — змінний струм у електричному колі, побудованому так, щоб у трьох лініях коливання сили струму відбувалися зі зсувом фази на {\displaystyle 2\pi /3}. Трифазний струм широко використовується в системах промислового і побутового електропостачання. Свого розвитку трифазний (а не скажімо дво- або чотирифазний) струм, набув завдяки тому, що дає змогу легко створювати обертове магнітне поле, необхідне для електродвигунів змінного струму. Тридротова лінія електропередач («трифазка») дозволяє передавати втричі більшу потужність, ніж дводротова лінія завдяки більшій рівномірності. Зараз трифазний струм є основним стандартом приєднання побутових споживачів (будинків у містах, вулиць у селах) та непотужних промислових споживачів.
Існують схеми трифазних кіл із нульовим проводом і без нульового дроту. Нульовий провід дає змогу отримувати водночас вищу напругу, використовуючи переваги трифазної схеми електропостачання, зберігаючи можливість однофазного під'єднання з меншою напругою.
В схемі з нульовим проводом, споживач може під'єднувати навантаження між нульовим проводом і однією з фаз або між двома різними фазами. Різницю потенціалів між фазою і нульовим проводом називають фазною напругою, між двома фазами — лінійною.
Джерело трифазного струму будується таким чином, що електрорушійна сила в трьох різних проводах трифазної схеми описується формулами
{\displaystyle {\mathcal {E}}_{1}={\mathcal {E}}_{0}\cos \;(2\pi \nu t)}
{\displaystyle {\mathcal {E}}_{2}={\mathcal {E}}_{0}\cos \;(2\pi \nu t+2\pi /3)}
{\displaystyle {\mathcal {E}}_{3}={\mathcal {E}}_{0}\cos \;(2\pi \nu t+4\pi /3)}
де {\displaystyle \nu } — частота.
Різниця напруг в ідеальній мережі між двома фазами, наприклад: 1-ю і 2-ю дорівнює
{\displaystyle U_{12}={\mathcal {E}}_{1}={\mathcal {E}}_{0}[\cos \;(2\pi \nu t)-\cos \;(2\pi \nu t+2\pi /3)]={\sqrt {3}}{\mathcal {E}}_{0}\cos \;(2\pi \nu t+\pi /3)}
має в {\displaystyle {\sqrt {3}}} разів більшу амплітуду.
У стандартній мережі електропостачання в Україні, фазна напруга становить 230 В, лінійна — 400 В.
Наведені формули справедливі у випадку добре збалансованої трифазної мережі, коли навантаження у всіх трьох фазах однакові. У незбалансованих мережах, існують відхилення кутів зсуву від значення {\displaystyle 2\pi /3} і значень амплітуд у фазах.

Обертове магнітне поле в електродвигуні трифазного струму.

Більшість побутових приладів розраховані на роботу з однією фазою. Водночас потужні трифазні електродвигуни конструктивно простіші за однофазні, оскільки не потребують системи зсуву фаз.

## Переваги
- Трифазне коло можна використовувати як три окремі однофазні. [1]
- Трифазні кола економніші однофазних, потребують на 75% менше провідника ніж однофазне коло для передачі такої ж потужності.[2][1]
- Вони дають менші пульсації струму після випрямлення та уможливлюють за допомогою простих засобів отримати обертове магнітне поле у електродвигунах. Трифазні двигуни обертаються плавніше, з постійним обертовим моментом, що є корисною якістю потужних двигунів.[2]